# Budki Kozerkowskie
Budki Kozerkowskie – część wsi Czarny Las w Polsce, położona w województwie mazowieckim, w powiecie grodziskim, w gminie Grodzisk Mazowiecki.
W latach 1975–1998 miejscowość administracyjnie należała do województwa warszawskiego.